# Leino (Tampere)
Leino est une zone de planification de Tampere en Finlande. 
Leino comprend les zones statistiques: Linnainmaa, Leinola, Holvasti, Vehmaisten et Hankkio.